# 呂恵卿
呂 恵卿（りょ けいけい、拼音：Lǚ Huì-qīng、1032年 - 1111年）は、中国北宋の政治家。字は吉甫、号は恩祖。泉州晋江県（現在の福建省泉州市晋江市）の出身。参知政事を務めた新法党の人物である。著作に『文集』・『孝経伝』・『道徳経注』・『論語義』・『荘子解』等がある。

## 生涯
呂恵卿は仁宗の明道元年（1032年)、泉州晋江県開建郷仁孝里西垵村（現在の福建省泉州市晋江市安海鎮）で生まれた。彼は、幼い時、父の呂璹に随って、泉州相公巷に住んでいた。
仁宗の嘉祐2年（1057年）の進士であり、仁宗・英宗・神宗・哲宗・徽宗の五朝に仕えた。欧陽脩・曾公亮・王安石等から評価された。頭が良く、能力も高く、権貴を恐れず、新法を進めた。これが「熙寧変法」の第2段階である。神宗の熙寧2年（1069年）、司馬光と漢代の制度沿革を議論し、彼を議論で打ち負かし、勝利を得た。
熙寧7年（1074年）、王安石が第一回の宰相を辞めた時、呂恵卿は、命を受けて、参知政事となった。新法を進めると同事に、王安石の子の王雱と一緒に『三経新義』を編集した。王安石はこれを次のように称している。
「恵卿之賢，豈特今人，雖前世儒者，未易比也。学先王之道而能用者，独恵卿而已。」
しかし、彼は、百姓に無理矢理青苗銭を貸し付け、他の改革派の役人を失脚させている。熙寧8年（1075年）、鄧綰等が呂恵卿を攻撃したので、罷免された。太原にいる間、西北軍を整備し、西夏の侵入に抵抗した。
徽宗の時、蔡京などの排撃を受けた。政和元年（1111年）、観文殿学士・光禄大夫を辞任して郷里に戻り、しばらくして、病を得て死亡している。
『宋史』「姦臣伝」に載せられている。その主な原因は、王安石に引き立てられ出世したのにもかかわらず、王の地位が危うくなり互いの仲が悪くなったあとは恩人の王を後ろから刺す行動を散々とったあげく、王とその兄弟の名誉までも地に落とそうと悪口（あっこう）文書を朝廷中にばらまくという卑劣な行為を行ったために、神宗皇帝と官僚たち（新法党・旧法党問わず）の信用を失ったことによる。